# Zvětšený septakord
Zvětšený septakord je pojem z oboru hudební teorie označující poměrně zřídka používaný typ čtyřzvuku charakteristický především alterovanou zvětšenou kvintou.
Jedná se o akord obsahující kromě svého základního tónu ještě velkou tercii, zvětšenou kvintu a velkou septimu. Z hlediska terciového systému je zvětšený septakord rozšířením zvětšeného kvintakordu.

## Značení
Zvětšený septakord je značen velkým písmenem názvu základního tónu, který je doplněn o horní index 7maj (ten se obecně používá ke značení velké septimy) a horní index 5+ pro označení zvětšené kvinty:
- {\displaystyle C^{7maj/5+}\,\!} od základního tónu c
- {\displaystyle F^{\#7maj/5+}\,\!} od základního tónu fis
- {\displaystyle E^{b7maj/5+}\,\!} od základního tónu es

Existují také některá alternativní značení, nejčastěji:
- {\displaystyle C+^{7maj}\,\!}
- {\displaystyle C+^{maj7}\,\!}
- {\displaystyle Cmaj^{5+}\,\!}

## Složení
Následující tabulka obsahuje složení zvětšeného septakordu od jednotlivých základních tónů:
| Značka akordu                     | Základní tón | Velká tercie | Zvětšená kvinta | Velká septima |
| --------------------------------- | ------------ | ------------ | --------------- | ------------- |
| {\displaystyle C^{7maj/5+}\,\!}   | c            | e            | gis             | h             |
| {\displaystyle G^{7maj/5+}\,\!}   | g            | h            | dis             | fis           |
| {\displaystyle D^{7maj/5+}\,\!}   | d            | fis          | ais             | cis           |
| {\displaystyle A^{7maj/5+}\,\!}   | a            | cis          | eis (=f)        | gis           |
| {\displaystyle E^{7maj/5+}\,\!}   | e            | gis          | his (=c)        | dis           |
| {\displaystyle H^{7maj/5+}\,\!}   | h            | dis          | fisis (=g)      | ais           |
| {\displaystyle F^{\#7maj/5+}\,\!} | fis          | ais          | cisis (=d)      | eis (=f)      |
| {\displaystyle C^{\#7maj/5+}\,\!} | cis          | eis (=f)     | gisis (=a)      | his (=c)      |
| {\displaystyle A^{b7maj/5+}\,\!}  | as           | c            | e               | g             |
| {\displaystyle E^{b7maj/5+}\,\!}  | es           | g            | h               | d             |
| {\displaystyle B^{b7maj/5+}\,\!}  | b            | d            | fis             | a             |
| {\displaystyle F^{7maj/5+}\,\!}   | f            | a            | cis             | e             |

## Význam
Zvětšený septakord lze teoreticky použít k harmonizaci třetího stupně na stupnicích harmonická moll a melodická moll. Ve skutečnosti je v této funkci častější zvětšený kvintakord. Zvětšený septakord se používá spíše v jazzu jako ostatní alterované akordy - například k vyjádření chromatických postupů.